# Żejtun Corinthians Football Club
Il Żejtun Corinthians Football Club, meglio noto come Żejtun Corinthians, è una società calcistica maltese con sede nella città di Żejtun.
Nella stagione 2025-2026 milita nella National Amateur League, la terza divisione del campionato maltese.

## Storia
Il club fu fondato nel 1943, e durante la propria storia ha partecipato a svariate edizioni della seconda divisione maltese. Al termine della stagione 2019-20 ha raggiunto per la prima volta la promozione in Premier League, a seguito della decisione presa dalla Malta Football Association dopo la conclusione anticipata del campionato a causa dell'emergenza dovuta alla pandemia di COVID-19 a Malta

## Palmarès

### Competizioni nazionali
- First Division: 1

2019-2020
- Second Division: 1

2010-2011
- Third Division: 2

2002-2003, 2009-2010

## Organico

### Rosa 2020-2021
Aggiornata al 16 novembre 2020.
| N. |                     | Ruolo | Calciatore       |
| -- | ------------------- | ----- | ---------------- |
| 1  | Malta (bandiera)    | P     | Christian Cassar |
| 5  | Brasile (bandiera)  | D     | Lucão            |
| 7  | Malta (bandiera)    | A     | Adrian Carabott  |
| 7  | Malta (bandiera)    | D     | Elland Vella     |
| 8  | Malta (bandiera)    | C     | Dylan Agius      |
| 9  | Giamaica (bandiera) | C     | Kemar Reid       |
| 10 | Malta (bandiera)    | A     | Jurgen Suda      |
| 11 | Brasile (bandiera)  | A     | Robério          |
| 13 | Guinea (bandiera)   | P     | Ibrahim Koné     |
| 14 | Brasile (bandiera)  | C     | Thiago Bonfim    |
| 15 | Brasile (bandiera)  | C     | Marcelo Muniz    |
| 16 | Malta (bandiera)    | D     | Karl Vassollo    |
| 17 | Malta (bandiera)    | C     | Brooke Farrugia  |
| 18 | Malta (bandiera)    | D     | Christian Grech  |
| 19 | Malta (bandiera)    | D     | Gianluca Bugeja  |
| 21 | Brasile (bandiera)  | C     | Fernandinho      |

| N. |                      | Ruolo | Calciatore           |
| -- | -------------------- | ----- | -------------------- |
| 23 | Brasile (bandiera)   | A     | Ricardinho           |
| 24 | Malta (bandiera)     | D     | Edward Herrera       |
| 27 | Malta (bandiera)     | D     | Andre Farrugia       |
| 27 | Malta (bandiera)     | C     | Neil Tabone          |
| 70 | Venezuela (bandiera) | C     | Rafael de Fex        |
| 77 | Malta (bandiera)     | C     | Gilmore Azzopardi    |
| 86 | Brasile (bandiera)   | C     | Dê                   |
| 91 | Malta (bandiera)     | P     | Daniel Grima         |
|    | Malta (bandiera)     | C     | Kurt Formosa         |
|    | Malta (bandiera)     | C     | Alessio Cassar       |
|    | Italia (bandiera)    | D     | Diego Albanese       |
|    | Malta (bandiera)     | A     | Reuben Degabriele    |
|    | Malta (bandiera)     | C     | Jamie Mifsud         |
|    | Malta (bandiera)     | C     | Gary Kylie Buttigieg |
|    | Malta (bandiera)     | C     | Nicolas Fava         |
|    | Malta (bandiera)     | C     | Keelan Azzopardi     |